# Japans worstjeswier
Japans worstjeswier (Lomentaria hakodatensis) is een roodwier uit de klasse Florideophyceae met een brede inheemse verspreiding in het noordwesten van de Grote Oceaan. De wetenschappelijke naam van de soort werd in 1920 gepubliceerd door K. Yendo.

## Kenmerken
Japans worstjeswier groeit in paarse bolvormige ezels van verstrengelde geleiachtige takken, 50-1000 mm hoog die vrij stug en stevig aanvoelen. Thallus (plantvorm) bestaat uit cilindrische, holle assen met dwarsschotten in de hoofdassen (op de plek waar de assen zijn ingesnoerd) en aan de basis van de zijtakken. De planten zitten met een vezelig houvast vast aan een rots, maar groeien ook epifytisch en komen ook voor in een driftgemeenschap. 

## Verspreiding en leefgebied
Deze soort heeft een breed inheems verspreidingsgebied, van Pacific Rusland tot Vietnam, Australië en de Marshalleilanden. In 1944 werd het verzameld in de buurt van Ensenada, Mexico. Het is gevestigd op veel locaties aan de westkust, van Haida Gwaii (Koningin Charlotte-eilanden, Brits-Columbia) tot Costa Rica. De eerste beschreven waarneming in Californië was in 1992 in de baai van San Francisco. Dit zeewier is als exoot geïntroduceerd in Nederland, Bretagne, Atlantisch Spanje en lagunes in Frankrijk en Italië. Verspreiding van Japanse oesters waren mogelijk de belangrijkste vector voor L. hakodatensis, maar ook aangroei van de romp en ballastwater zijn bij de introductie betrokken.